# Jonathan Breyne
Jonathan Breyne (Menen, 4 de gener de 1991) és un ciclista belga, professional des del 2010. Actualment corre a l'equip Tarteletto-Isorex.

## Palmarès
- 2008
  - 1r al Keizer der Juniores
- 2009
  - Vencedor d'una etapa a la Copa del President de la Vila de Grudziadz
  - Vencedor d'una etapa al Trofeu Centre Morbihan
- 2010
  -  Campió de Bèlgica sub-23 en contrarellotge
  - Vencedor d'una etapa a la Volta al Brabant flamenc
- 2013
  - Vencedor d'una etapa a la Volta al llac Taihu